# Кп4
Паровозы Кп4 (транскрипция польского обозначения Kp4) — узкоколейный паровоз типа 0-4-0, поставлявшийся в послевоенное время в СССР из Польши. Для советских УЖД было поставлено 790 таких машин. 14 паровозов не прошли госприёмку и остались работать на УЖД Польши, 81 паровоз был построен для колеи 762 мм для работы в Китае и Северной Корее. Итого было построено 885 паровозов.

## Описание
Был создан на основе проекта паровоза П24, разработанного в 1941 году на Коломенском заводе. По конструкции эти паровозы аналогичны паровозам Кч4 производства Чехословакии, Кв4 Венгрии, Пт-4 и Кф4 Финляндии и ВП4 Воткинского завода СССР. Все эти машины строились по чертежам серии П24 Коломенского завода. По мере выпуска заводы-изготовители вносили изменения, поэтому паровозы разных лет и разных заводов имеют внешние и конструктивные различия. По мере перехода подвижного состава на тепловозную тягу паровозы списывались и шли на металлолом, но до наших дней сохранилось некоторое количество в виде памятников, в музеях и на детских железных дорогах.

## Сохранившиеся паровозы
- Kp4-1 — памятник, Rypin (Польша).
- Кп4-300 — находится в Переславском железнодорожном музее, требует капитального ремонта[2].
- Кп4-430 — эксплуатируется на Малой Горьковской железной дороге.
- Кп4-437 — памятник на территории Каликинского ШПЗ, разукомплектован для ремонта Кп4-430.

- Кп4-447 — снят с памятника на территории шпалопропиточного завода в Бологое, восстановлен, с 1 июня 2014 года эксплуатируется на Южной трассе Малой Октябрьской детской железной дороги (Малой Царскосельской железной дороге). У локомотива тендер от паровоза Кч4-332, перепутан с родным при продаже последнего в музей в Эстонию[3].
- Кп4-456 — с 1972 по 1975 год эксплуатировался на Запорожской ДЖД, после чего в 1976 был отремонтирован и поставлен как памятник у ст. Жовтневая.
- Кп4-459 — памятник вблизи станции Борзя.
- Кп4-465 — эксплуатировался на Минской ДЖД, в 1970-х — 1980-х стоял в Минске во дворе дома 3 по улице Кирова, в 2000-х был перевезён на дачный участок в Смолевичском районе Минской области, с 2017 года находится в частном музее старины в деревне Забродье Вилейского района[4][5][6]
- Кп4-468 — установлен в городе Таврийск Херсонской области, разукомплектован[7].
- Кп4-469 — восстановлен, эксплуатируется в Переславском железнодорожном музее[2].
- Кп4-483 — установлен на территории Ростовского государственного университета путей сообщения (РГУПС) в качестве памятника.
- Кп4 с неизвестным номером (предположительно, 486) установлен на территории Арысского ШПЗ, заводской номер паровоза 4401[8].
- Кп4-708 — снят с памятника на станции Паневежис в Литве, в настоящий момент восстанавливается до рабочего состояния в депо Паневежис.
- Kp4-1257 — экспонат, Cisna-Majdan (Польша).
- Kp4-3760 — экспонат, Muzeum kolej wąskotorowych Sochaczew. (Польша).
- Kp4-3761 — экспонат, Muzeum kolej wąskotorowych Sochaczew. (Польша).
- Kp4-3772 — действующий, Biesczadska kolej leśna. (Польша).
- Kp4-15346 — ожидает реставрации, Ostrowite Rypińskie (Польша).
- Некоторое количество Кп4 с неизвестными номерами работают на различных УЖД в Китае[9][10]. Также в Китае выпускались собственные локомотивы проекта П24 — C2, работающие на УЖД Китая и Северной Кореи и по сей день[11].

О сохранившихся паровозах Кп−4 в КНДР ничего не известно.